# Mașina apocalipsei (Star Trek: Seria originală)
Mașina apocalipsei (The Doomsday Machine) este un episod din sezonul al II-lea al Star Trek: Seria originală care a avut premiera la 20 octombrie 1967.

## Prezentare
Nava Enterprise intră într-un joc periculos între șoarece și pisică cu o mașinărie extraterestră care distruge planete.